# Howard Levi
Howard Levi (9 de novembro de 1916 – 11 de setembro de 2002) foi um matemático americano que trabalhou principalmente no campo da álgebra. Ele participou do Projeto Manhattan.
Levi foi um participante bastante ativo durante as reformas educacionais nos Estados Unidos, tendo proposto vários novos cursos para substituir os cursos tradicionais.

## Livros
- Elements of Algebra (1953)
- Elements of Geometry (1956)
- Foundations of Geometry and Trigonometry (Prentice-Hall, 1956 and 1960)
- Fundamental Concepts of Mathematics (1957)
- com C. Robert Clements e Harry Sitomer, Modern Coordinate Geometry: A Wesleyan Experimental Curricular Study (1961)
- Polynomials, Power Series, and Calculus (1967)
- Topics in Geometry (1968)